# Microdymasius subvestitus
Microdymasius subvestitus är en skalbaggsart som först beskrevs av Holzschuh 1984.  Microdymasius subvestitus ingår i släktet Microdymasius och familjen långhorningar. Inga underarter finns listade i Catalogue of Life.